# Kriegspiel
Kriegspiel (nicht zu verwechseln mit dem historischen Planspiel namens Kriegsspiel) ist eine Schachvariante, die um 1890 von dem Engländer Henry Michael Temple (* 1860; † 1928) erfunden und von ihm in englische Schachkreise eingeführt wurde. Von dort verbreitete es sich und ist auch heute noch populär. Es ist auch als Phantomschach, Geisterschach oder Mauerschach bekannt.
Es wird nach den normalen Zugregeln des Schachs gespielt, allerdings nutzen die beiden Spieler jeweils ein eigenes Schachbrett und verwenden darauf nur die Figuren der eigenen Farbe. Ein Schiedsrichter, der als einziger beide Bretter einsehen kann und über ein eigenes Brett verfügt, auf dem er die Züge beider Spieler ausführt, teilt dem Spieler mit, wenn er am Zug ist und ob der letzte Zug ein Schlagzug war. Bei Schlagzügen wird nur angegeben, auf welchem Feld das Schlagen stattgefunden hat – durch Entfernen der geschlagenen Figur auf dem Brett dessen, der die Figur verliert – nicht jedoch die schlagende Figur; der Schlagende erfährt nur, dass er geschlagen hat, nicht was. Der Schiedsrichter sagt auch ein eventuelles Schachgebot an und gibt – je nach Regelvariante – die Zusatzinformation, ob es von einem Springer, auf einer Linie oder auf der (vom König aus gesehen) langen oder kurzen Diagonale gegeben wird. In einer weiteren Regelvariante darf ein Spieler den Schiedsrichter fragen, ob ein Schlagzug eines Bauern möglich ist. Ist das der Fall, muss der Spieler einen solchen Zug versuchen. Stellt sich ein vom Spieler vorgeschlagener Zug als nach den Schachregeln unerlaubt heraus, weist ihn der Schiedsrichter ohne weiteren Kommentar zurück. Die Spieler müssen also versuchen, die Züge des Gegners zu erraten bzw. aus den wenigen ihnen vorliegenden Informationen zu erschließen.
Da es kein offizielles Regelwerk gibt, ist es wichtig, sich vor der Partie auf die anzuwendenden Regelvarianten zu einigen.
Da es beim Phantomschach nach normalen schachlichen Maßstäben zu groben Fehlern kommt, hat das Spiel sowohl für die Spieler als auch für Zuschauer einen großen Unterhaltungswert. Auch ist für das Mattsetzen im Endspiel ein großer Materialvorteil notwendig. Für einige elementare Endspiele wurden Algorithmen entwickelt, mit denen eine perfekte Mattführung erreicht wird. So ist König und Turm gegen König in maximal 41 Zügen gewonnen. Im normalen Schachspiel benötigt man bei dieser Materialverteilung maximal 16 Züge bis zum Matt.
Es ist bekannt, dass der spätere Schachweltmeister Alexander Aljechin sich für das Spiel interessierte und 1926 ein Turnier in Scarborough gewann.
Von 1938 an schrieb Gerald Frank Anderson das erste Buch zum Kriegspiel, das 1958/59 publiziert wurde.